# Kacper Kostorz
Kacper Kostorz (ur. 21 sierpnia 1999 w Cieszynie) – polski piłkarz grający na pozycji napastnika w polskim klubie Pogoń Szczecin. 
W sezonach 2019/2020 i 2020/2021 zdobył z Legią Warszawa mistrzostwo Polski.

## Sukcesy

### Legia Warszawa
- Mistrzostwo Polski (2x): 2019/2020, 2020/2021